# I Luh Ya Papi
"I Luh Ya Papi"는 제니퍼 로페즈의 노래이다. 피쳐링에는 랩퍼 프렌치 몬태나가 참여를 했고, 《A.K.A.》에 수록되어 있다.